# Castorama (equipa ciclista)
Jean-Cyril Robin com o maillot da Castorama
A equipa Castorama foi um equipa de ciclismo francesa que competiu profissionalmente entre ou 1990 e 1995. Foi a sucessora da antiga equipa Système U.

## Principais resultados
- Critérium Internacional: Laurent Fignon (1990)
- Tour de Flandres: Jacky Durand (1992)
- Tour de l'Avenir: Thomas Davy (1993), Emmanuel Magnien (1995)
- Clássica de San Sebastián: Armand de las Cuevas (1994)

### Às grandes voltas
- Volta a Espanha
  - 0 participações
  - 0 vitórias de etapa:

- Tour de France
  - 6 participações (1990, 1991, 1992, 1993, 1994, 1995)
  - 7 vitórias de etapa:
    - 1 em 1990: Thierry Marie
    - 2 em 1991: Thierry Marie (2)
    - 2 em 1992: Dominique Arnould, Thierry Marie
    - 1 em 1994: Jacky Durand
    - 1 em 1995: Jacky Durand

  - 0 classificação secundária:

- Giro de Itália
  - 6 participações (1990, 1991, 1992, 1993, 1994, 1995)
  - 3 vitória de etapa:
    - 2 em 1992: Thierry Marie, François Simon
    - 1 em 1994: Armand de las Cuevas

## Classificações UCI
| Temporada | Classificação por equipas | Melhor ciclista na classificação individual |
| --------- | ------------------------- | ------------------------------------------- |
| 1995      | 16.º                      | Armand de las Cuevas (60º)                  |